# Royal Oak
Royal Oak es una ciudad ubicada en el condado de Oakland en el estado estadounidense de Míchigan. En el Censo de 2010 tenía una población de 57236 habitantes y una densidad poblacional de 1.875,02 personas por km².

## Geografía
Royal Oak se encuentra ubicada en las coordenadas 42°30′28″N 83°9′14″O / 42.50778, -83.15389. Según la Oficina del Censo de los Estados Unidos, Royal Oak tiene una superficie total de 30.53 km², de la cual 30.52 km² corresponden a tierra firme y (0.01%) 0 km² es agua.

## Demografía
Según el censo de 2010, había 57236 personas residiendo en Royal Oak. La densidad de población era de 1.875,02 hab./km². De los 57236 habitantes, Royal Oak estaba compuesto por el 90.75% blancos, el 4.25% eran afroamericanos, el 0.27% eran amerindios, el 2.37% eran asiáticos, el 0.04% eran isleños del Pacífico, el 0.43% eran de otras razas y el 1.88% pertenecían a dos o más razas. Del total de la población el 2.34% eran hispanos o latinos de cualquier raza.